# Kadalagidada Kaval, Turuvekere
Kadalagidada Kaval là một làng thuộc tehsil Turuvekere, huyện Tumkur, bang Karnataka, Ấn Độ.